# Сан-Диего (военно-морская база)
Военно-морская база Сан-Диего (англ. Naval Base San Diego), которую местные жители называют военно-морской станцией 32-й улицы, является второй по величине надводной базой ВМС США и расположена в городе Сан-Диего (штат Калифорния). Военно-морская база Сан-Диего является основным портом базирования Тихоокеанского флота США, состоящий более чем из 50 судов и более 190 владений. База состоит из 13 причалов, протянувшихся на 977 акров (3,95 км²) земли и 326 акров (1,32 км²) воды. Общая численность населения базы составляет более 24 000 военнослужащих и более 10 000 гражданских лиц.

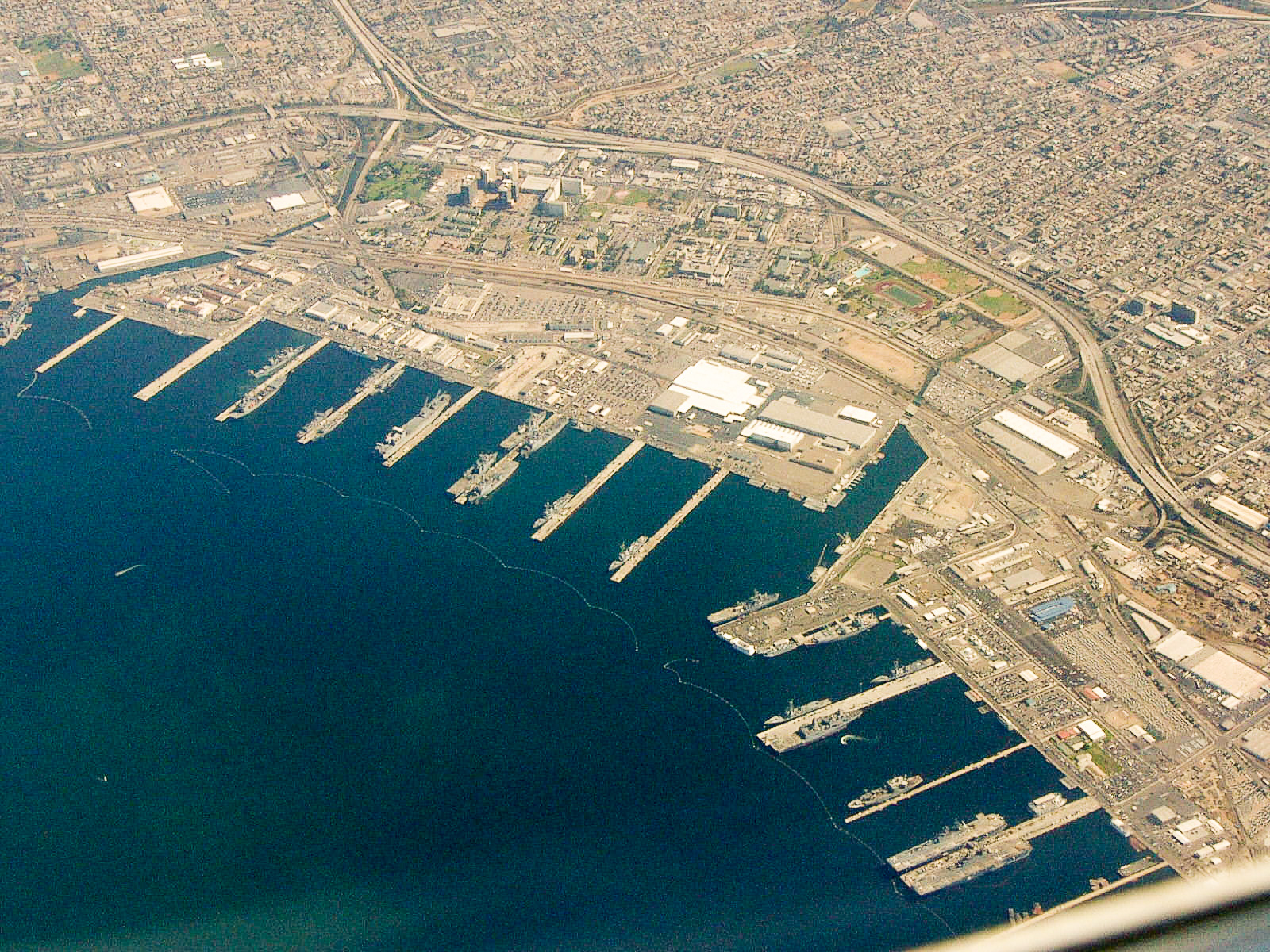
Вид на базу с воздуха в 2008 году. Отчётливо видны тринадцать пирсов.

## История
977 акров (3,95 квадратных километров) земли, на которой сегодня находится военно-морская база, были заняты в 1918 году коалицией бетонных судостроительных фирм, известной как Emergency Fleet Corporation, под единым названием Pacific Marine Construction. Но Pacific Marine начала терять прибыль с завершением Первой мировой войны, и вела переговоры о возвращении земли обратно в город Сан-Диего. Тем временем ВМС изучали небольшой участок земли, чтобы создать судоремонтный завод на западном побережье, и обсуждали возможность приобрести землю. К 1920 году Военно-Морской Флот и Корпорация по чрезвычайным ситуациям провели переговоры о передаче военно-морским силам Соединённых Штатов улучшенных земельных участков. Тем не менее, три препятствия стояли на пути Военно-морского ремонтного предприятия: коалиционная компания, Schofield Engineering Co., по-прежнему сохраняла возможность приобретения существующего завода, местный совет по судоходству не дал разрешения на дальнейшее строительство, и, наконец, Конгресс ещё не принял законопроект по санкционированию средств для начала работы.
Тем не менее, к июню 1920 года Конгресс принял финансовый законопроект, в котором 750 000 долларов были выделены на военно-морскую ремонтную базу. С учётом выделенных денег, Schofield Engineering все ещё медлил с реализацией своего опциона на землю. В то время Адмирал Роджер Уэллс, тогдашний комендант 11-го Военно-морского округа, устал от тактики отсрочки Schofield Engineering и угрожал забрать свою долю и создать ремонтную базу в Сан-Педро, Лос-Анджелес, Калифорния.
Его угрозы сработали. 21 февраля 1921 года Уэллс принял формальную опеку над имуществом. В мае 1921 года ремонтный тендер USS Prairie, которым командовал коммандер Х. Н. Дженсен, был направлен на место для проведения ремонтных работ. 23 февраля 1922 года исполняющий обязанности министра Военно-Морского Флота США Тедди Рузвельт-младший издал общий приказ 78 о создании базы американских эсминцев в Сан-Диего.
База была официально переименована почти полдюжины раз за время своего существования.
В первые годы работы база быстро росла по мере расширения ремонтных мощностей, создания торпедных и радиотехнических школ и строительства новых цехов. В течение 1924 года база списала 77 эсминцев и ввела в эксплуатацию семь.
К 1937 году, База Эсминцев добавила два дополнительных участка земли, а затем 29 зданий и других улучшений, сумма которых составляла более чем на 3,2 млн долларов.
Затем база сильно расширилась во время Второй мировой войны, и к 1942 году Военно-морской флот добавил расширенные учебные школы флота и подразделение подготовки десантных сил. К следующему году было установлено, что масштабы операций превысили основные функции базы как базы эсминцев 7 октября 1943 года база была переименована в американскую Ремонтную базу, Сан-Диего, титул, который он сохранил на протяжении всей Второй мировой войны. Между 1943 и 1945 годами вновь названная база выполнила переоборудование, капитальный ремонт, техническое обслуживание и ремонт боевых повреждений более чем 5117 кораблей. Центральное место в этом обслуживании занимало строительство и поставка ВМС 155 новых плавучих сухих доков, развернутых на различных базах, в том числе три 3000-тонных, три 1000-тонных и один 900-тонный плавучий док, остающийся на ремонтной базе в Сан-Диего. Плавучие сухие доки стали центральными ремонтными и учебными сооружениями на базе, которые имели решающее значение для миссии Второй мировой войны.
После Второй мировой войны операции базы были вновь реорганизованы согласно послевоенной миссии по логистическому обеспечению (включая ремонт и работы в сухом доке) кораблей активного флота. 15 сентября 1946 года министр ВМС вновь переименовал ремонтную базу в Военно-морскую станцию Сан-Диего. К концу 1946 года база выросла до 294 зданий с площадью более 6 900 000 квадратных футов (640 000 квадратных метров), причальные сооружения включали пять причалов более 18 000 футов (5500 м) причального пространства. Земля тогда составляла более 921 акра (373 га) и 16 миль (26 км) дорог. Казармы вмещали 380 офицеров и 18 000 рядовых. Столовая базы могла обеспечить одновременное питание более 3500 моряков.
Позже, в 1990-х годах, военно-морская станция стала главным портом базирования тогдашнего Тихоокеанского флота США, когда 30 сентября 1994 года Лонг-Бич была закрыта в последний раз. Военно-морская станция Сан-Диего была перестроена под командованием начальника, в Военно-морской регион Юго-Запад и вошла в триаду столичных военно-морских баз, которые в настоящее время составляют основную часть присутствия ВМС в столичном регионе. С этим изменением база стала центром всех операций Военно-морского порта в регионе, взяла на себя материально-техническую ответственность как за военно-морской медицинский центр Сан-Диего, так и за штаб-квартиру региона и была переименована в военно-морскую базу Сан-Диего.
Благодаря своему географическому положению и расположению главного входа, военно-морская база была известна как военно-морская станция на 32-й улице не только местному сообществу, но и морякам и ветеранам по всему миру.

## Операции
Военно-морская база Сан-Диего является портом базирования примерно 54 кораблей, в их числе 46 кораблей ВМС США, два прибрежных боевых корабля, два катера береговой охраны США и восемь кораблей военных морских перевозок, а также научно-исследовательских и вспомогательных судов. На берегу база располагает примерно 120 отдельных арендованных владений и другими вспомогательными объектами ВМС, каждый из которых выполняет конкретные и специализированные задачи по поддержке флота. База является местом работы примерно для 26 000 военнослужащих, гражданских лиц и контрактников. Кроме того, база имеет комнаты для размещения более 4000 мужчин и женщин в современных квартирах — казармах, включая новые современные жилые здания.
Вспомогательные сервисы предназначены для косвенной поддержки флота: охрана состояния побережья, защита персонала (безопасность), снабжение, торговые центры Navy Exchange и Commissary, общежитие для холостяков, общественное питание, связи с общественностью, административное управление, временное управление персоналом, финансовое управление, обеспечение возможности равного трудоустройства, гражданское строительство, семейные услуги, отдых на базе и рядом с различными военными семейными микрорайонами, медицинские и стоматологические услуги, религиозные услуги, транспорт, коммунальные услуги, юридическое сопровождение, консультации и помощь, сопровождение объекта, противопожарная защита, образовательные услуги и уход за детьми для более чем 300 детей ежедневно в Центре развития ребёнка.
Стоимость основных фондов станции — $ 2,1 млрд.

## Базирующиеся корабли
(По состоянию на ноябрь 2018)

### Авианосцы
- USS Carl Vinson (CVN-70)
- USS Theodore Roosevelt (CVN-71)

### Десантные штурмовые корабли
- USS Essex (LHD-2)
- USS Boxer (LHD-4)

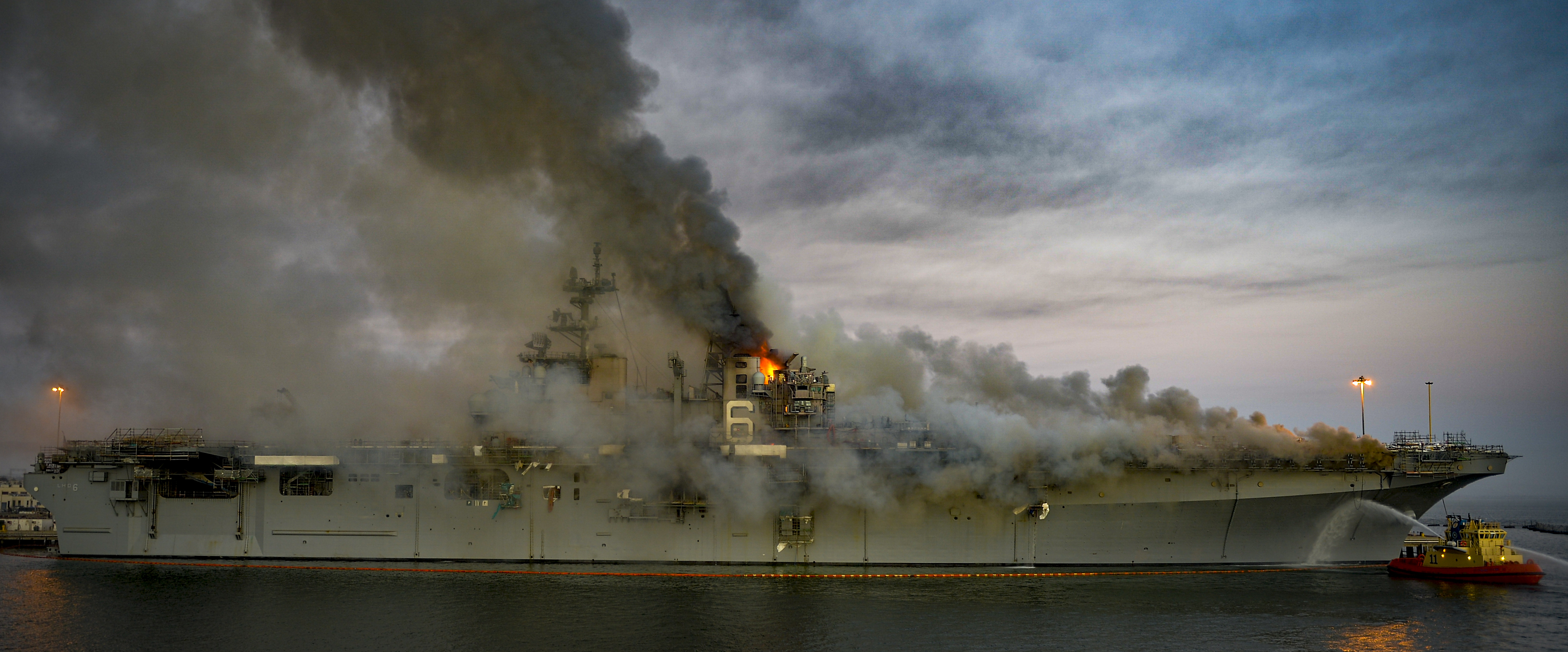
Bonhomme Richard в огне, 12 июля 2020 года

- USS Bonhomme Richard (LHD-6)[англ.] (после пожара в июле 2020 списан)
- USS Makin Island (LHD-8)
- USS America (LHA-6)
- USS New Orleans (LPD-18)
- USS San Diego (LPD-22)
- USS Anchorage (LPD-23)
- USS Somerset (LPD-25)
- USS John P. Murtha (LPD-26)
- USS Portland (LPD-27)
- USS Comstock (LSD-45)
- USS Rushmore (LSD-47)
- USS Harpers Ferry (LSD-49)
- USS Pearl Harbor (LSD-52)

### Крейсеры
- USS Bunker Hill (CG-52)
- USS Mobile Bay (CG-53)
- USS Lake Champlain (CG-57)
- USS Princeton (CG-59)
- USS Cowpens (CG-63)
- USS Chosin (CG-65)
- USS Lake Erie (CG-70)
- USS Cape St. George (CG-71)

### Эсминцы
- USS Russell (DDG-59)
- USS Paul Hamilton (DDG-60)
- USS Decatur (DDG-73)
- USS Higgins (DDG-76)
- USS O’Kane (DDG-77)
- USS Howard (DDG-83)
- USS Pinckney (DDG-91)
- USS Sterett (DDG-104)
- USS Dewey (DDG-105)
- USS Stockdale (DDG-106)
- USS Spruance (DDG-111)
- USS John Finn (DDG-113)
- USS Rafael Peralta (DDG-115)
- USS Zumwalt (DDG-1000)

### Прибрежные боевые корабли
- USS Freedom (LCS-1)
- USS Independence (LCS-2)
- USS Fort Worth (LCS-3)
- USS Coronado (LCS-4)
- USS Jackson (LCS-6)
- USS Montgomery (LCS-8)
- USS Gabrielle Giffords (LCS-10)
- USS Omaha (LCS-12)
- USS Manchester (LCS-14)

### Противоминные суда
- USS Champion (MCM-4)
- USS Pioneer (MCM-9)
- USS Ardent (MCM-12)

### Корабли обеспечения и поддержки
- USNS Bob Hope (T-AKR-300)
- USNS Mercy (T-AH-19)
- USNS Henry J. Kaiser (T-AO-187)
- USNS Yukon (T-AO-202)
- SS Curtiss (T-AVB-4)

## В художественной литературе
База стала местом событий военно-морского триллера 2005 года «Измена» (автор — Дон Браун).